# Nyctiophylax sagax
Nyctiophylax sagax is een schietmot uit de familie Polycentropodidae. De soort komt voor in het Oriëntaals gebied.